# Google Map Maker
Google Map Maker war ein im Jahre 2008 gestarteter Onlinedienst des Unternehmens Google, der es ermöglichte, Google Maps zu bearbeiten. Weltweit konnten Daten in hunderten Ländern mit Google Map Maker aktualisiert werden.

## Geschichte
Ursprünglich war der Dienst dazu gedacht, in Schwellenländern Karten zu erstellen, da das Kartenmaterial von diesen Regionen dürftig war. Im deutschsprachigen Raum war der Google Map Maker zunächst in der Schweiz und in Österreich verfügbar, seit dem 23. April 2013 konnte der Dienst auch in Deutschland genutzt werden.
Im Mai 2015 entschloss sich Google den Dienst vorübergehend zu deaktivieren. Immer wieder hatten Nutzer gefälschte Einträge erstellt. So legte beispielsweise ein Nutzer auf der Karte vom Weißen Haus in Washington einen Snowboard-Shop mit dem Namen Edwards Snow Den an. Eine Anspielung auf den Whistleblower Edward Snowden. Ein anderer Nutzer hatte auf der Karte im Nordosten von Pakistan einen riesigen Park in Form eines pinkelnden Roboters angelegt. Das Maskottchen des Google-Betriebssystems Android pinkelt auf einen angebissenen Apfel, der das Apple-Logo darstellen soll.
Im August 2015 wurde Google Map Maker wieder geöffnet und im März 2017 ohne Angabe von Gründen erneut eingestellt. Veränderungsanfragen sind mit Google Maps möglich, werden je nach Region aber mit großem Zeitverzug umgesetzt. Dadurch ist in manchen Gebieten das Kartenmaterial nicht mehr aktuell.

## Funktionen
Mit Map Maker konnte der Nutzer Straßen, Orte von Interesse, Gebäude und anderes hinzufügen. Nach Prüfung der Änderung auf Plausibilität durch andere Nutzer erschien die Änderung in Google Maps. Auch Unternehmen hatten die Möglichkeit inkorrekte Firmendaten und Unternehmensstandorte auf der Karte zu editieren und auf einen aktuellen Stand zu bringen.
Anders als bei konkurrierenden Projekten, wie z. B. OpenStreetMap, die ihre Kartendaten der Öffentlichkeit unter einer freien Lizenz zur Verfügung stellen, konnten Beiträge bei Google Map Maker nur von Google selbst in vollem Umfang genutzt werden. Ein Zugriff auf die Originaldaten musste über ein Formular beantragt werden, wobei die rechtlichen Auflagen unter anderem den Einsatz in Navigationsanwendungen sowie jegliche kommerzielle Verwendung ausschließen. Die volle Funktionalität war der Google Maps API vorbehalten, deren Nutzung oberhalb einer von Google festgelegten Anzahl Zugriffe seit 2011 kostenpflichtig war.